# Rohrmoos-Untertal
Rohrmoos-Untertal is een voormalige gemeente in de Oostenrijkse deelstaat Stiermarken, die deel uitmaakte van de expositur Gröbming binnen het district Liezen.
De gemeente Rohrmoos-Untertal telde in 2013 1383 inwoners. In 2015 ging ze bij een herindeling samen met Pichl-Preunegg op in de gemeente Schladming. Rohrmoos en Untertal zijn sindsdien ortschaften van die gemeente.
Aich · Gröbming · Haus · Michaelerberg-Pruggern · Mitterberg-Sankt Martin  · Öblarn · Ramsau am Dachstein · Schladming · Sölk
- Gemeinsame Normdatei: 10092357-4
- Virtual International Authority File: 132334091